# Конституційний звичай
Конституційний звичай — історично прийняте і юридично визнане правило, що існує і застосовується нарівні з нормами конституції країни. У ряді країн, що використовують загальне право у своїй законодавчій і виконавчій практиці, конституційні звичаї є невід'ємною (хоча і не завжди обов'язковою до виконання) частиною конституцій. У ряді випадків конституційні звичаї є формальним закріпленням історично сформованої практики адміністрування та управління вищими органами управління країни.